# Tosham
Tosham là một thành phố và là nơi đặt ủy ban đô thị (municipal committee) của quận Bhiwani thuộc bang Haryana, Ấn Độ.

## Địa lý
Tosham có vị trí 28°53′B 75°55′Đ / 28,88°B 75,92°Đ Nó có độ cao trung bình là 207 mét (679 feet).

## Nhân khẩu
Theo điều tra dân số năm 2001 của Ấn Độ, Tosham có dân số 11.271 người. Phái nam chiếm 53% tổng số dân và phái nữ chiếm 47%. Tosham có tỷ lệ 64% biết đọc biết viết, cao hơn tỷ lệ trung bình toàn quốc là 59,5%: tỷ lệ cho phái nam là 72%, và tỷ lệ cho phái nữ là 54%. Tại Tosham, 14% dân số nhỏ hơn 6 tuổi.